# Kraftklub
Kraftklub je nemška petčlanska skupina iz Chemnitza. V glasbi kombinirajo indie rock, punk rock in nemško glasbeno tehniko imenovano Sprechgesang (govorno petje). Besedila so v nemščini. Skupino sestavljata brata Felix (vokal/rap) in Till Brummer (bas) skupaj z Karlom Schumannom (vokali/kitara), Steffnom Israelom (kitara/back vokali) ter Maxom Marschkom (bobni)

## Zgodovina

### Ustanovitev in zgodnje ustvarjanje (2009–2011)
Člani skupine so se prvotno spoznali v šoli leta 2009. Februarja 2010 so izdali njihov prvi EP z naslovom Adonis Maximus, izdajo pa so proslavili z nastopom v klubu "Atomino" v Chemnitzu.
Kraftklub so kasneje igrali kot predskupina za glasbenike kot so Casper, Fettes Brot ter Beatsteaks. Avgusta 2009 so izdali prvi single z naslovom Zu Jung. Kasneje, septembra 2010, so dobili nagrdo new music award radijske postaje ARD. Ta dosežek je botroval k temu da jih je opazilo nekaj večjih glasbenih založb iz Nemčije. Od januarja 2011 so pri založbi Universal Domestic Rock/Vertigo Berlin.

### Mit K (2011–2013)
Leta 2011 so na nemškem glasbenem tekmovanju Stefana Raaba imenovanem Bundesvision zastopali deželo Saško s pesmijo Ich will nicht nach Berlin. Pristali so na petem mestu s skupnimi 89. točkami. Pesem je bila izdana kot single naslednji dan in je na nemških lestvicah dosegla 45. mesto. Prvi album z naslovom Mit K so izdali 20. januarja 2012, in takoj so pristali na prvih mestih nemških glasbenih lestvic. Aprila 2012 so izdali naslednji single iz albuma z naslovom Songs für Liam. Single je vrhunec doživel na 14. mestu, na koncu pa je pristal na 40. mestu na nemških lestvicah.
Kraftklub domačemu mestu Chemnitz pravijo "Karl-Marx-Stadt (to je tudi ime ki jo je mesto imelo od leta 1953 do leta 1990), s tem imenom so tudi poimenovali pesem na prvem albumu. Skupina je znana tudi po tem da v živo nosijo polo majice z Letterman jaknami ter naramnicami.
Prvi koncert zunaj nemčije so imeli 19. septembra 2012 v baru "La Puerta Grande" v Bogoti v Kolumbiji, zahvaljujoč kolumbijskemu inštitutu Goethe, ki jih je pripeljal v Bogoto, Medelin, Cartageno in Cali. V vsakem mestu, razen Cartageni, so imeli po dva koncerta.

### In Schwarz (2014–2016)
20. maja 2014 so Kraftklub pod lažnim imenom ter zasedbo (na vokalih je bil Till Brummer) z imenom In Schwarz izdali videospot Hand in Hand. 2. junija 2014 je skupina, pod imenom In Schwarz, nastopala na nemški oddaji Circus HalliGalli, Na glavah so za težjo razpoznavnost na zaćetku nosili bandane, ki so jih sredi pesmi sneli iz glave. Prvi single Hand in Hand je tako bil izdan 22. junija 2014.
Temu singlu je kasneje, 7. avgusta 2014, sledil še drug single z naslovom Unsere Fans, ki je bil premierno predvajan na radijski postaji MDR Sputnik.
Album In Schwarz je bil izdan 12. septembra 2014.
20. novembra 2015 je skupina izdala live album z naslovom Randale. Del DVD-ja je bil posnet na koncertu v Max-Schmeling-Halle v Berlinu 6. marca 2015. Po izdaji so januarja 2016 začeli s turnejo Randale.

### Keine Nacht für Niemand (2017–danes)
16. marca 2017 so med 10-urnim prenosom v živo na Facebooku izdali prvi single z naslovom Dein Lied iz tretjega studijskega albuma Keine Nacht für Niemand, ki je izšel 2. junija 2017. 5. aprila 2017 so izdali drug single z naslovom Fenster, kasneje, 31. maja, pa še single z naslovom Sklave. Kmalu po izdaji so začeli s turnejo. Navdih za ime albuma je skupina dobila od nemške skupine Ton Steine Scherben, ki je imela album z naslovom Keine Macht für Niemand.

## Diskografija

### Studijski albumi:
- Mit K (2012)
- In Schwarz (2014)
- Keine Nacht für Niemand (2017)

### EP-ji:
- Adonis Maximus (2010)

## Člani
- Felix Brummer: Rap/vokal (2009-)
- Till Brumer: Bas/back vokal (2009-)
- Karl Schumann: Vokali/kitara (2009-)
- Steffen Israel: Kitara/klaviature/back vokal (2009-)
- Max Marschk: Bobni (2009-)

## Nagrade
- 2012: 1 Live Krone: Najboljši album
- 2013: Echo: Echo nagrada za album Mit K
- 2014: 1 Live Krone: Najboljša glasbena skupina
- 2015: Echo: Echo nagrada za najboljši videospot za single Unsere Fans

## Povezave
- Uradna stran
- Facebook
- Instagram
- Tumblr
- Kraftklub na portalu Discogs